# La Horcajada
La Horcajada – gmina w Hiszpanii, w prowincji Ávila, w Kastylii i León, o powierzchni 46,52 km². W 2011 roku gmina liczyła 556 mieszkańców.